# Ellipteroides (Protogonomyia) contostyla
Ellipteroides (Protogonomyia) contostyla is een tweevleugelige uit de familie steltmuggen (Limoniidae). De soort komt voor in het Oriëntaals gebied.